# Parafia Najświętszej Maryi Panny Matki Kościoła w Wygodzie
Parafia pw. Najświętszej Maryi Panny Matki Kościoła w Wygodzie – parafia rzymskokatolicka należąca do dekanatu Łomża – św. Michała Archanioła, diecezji łomżyńskiej, metropolii białostockiej. Erygowana została w 1994 roku. Jest prowadzona przez księży diecezjalnych.

## Zasięg parafii
Do parafii należą wierni z następujących miejscowości: Wygoda, Bacze Suche, Czerwony Bór, Stare Modzele, Modzele-Skudosze, Polki-Teklin. 